# Boom Gaspar
Boom Gaspar, pseudonimo di Kenneth E. Gaspar (Waimanalo, 3 febbraio 1953), è un musicista statunitense.
Si è esibito con la rock band statunitense Pearl Jam come pianista/tastierista/organista dal 2002 nonché con Neil Young.

## Biografia

### Primi anni
Boom Gaspar è cresciuto a Waimanalo, Hawaii. Ha iniziato a suonare quando aveva undici anni. Dopo essersi diplomato alla Kailua High School, Gaspar ha trascorso i trent'anni successivi facendo spettacoli locali in tutte le Hawaii con artisti come la Mackey Feary Band, Harmony, Simplisity e facendo la sua prima apparizione a Seattle con il famoso chitarrista blues Albert Collins.

### Pearl Jam
Il frontman dei Pearl Jam, Eddie Vedder, incontrò per la prima volta Gaspar alle Hawaii. Gaspar fu presentato a Vedder attraverso il bassista dei Ramones C.J. Ramone. Gaspar è apparso negli album dei Pearl Jam Riot Act (2002), Pearl Jam (2006) e Lightning Bolt (2013). Ha il merito di aver scritto una canzone per il brano "Love Boat Captain" che è in Riot Act. Secondo Gaspar, la canzone si sviluppò inizialmente da una jam session che ebbe con Vedder poco dopo che i due si incontrarono per la prima volta. Quando finirono, Vedder chiese a Gaspar se era "pronto per andare a Seattle". È diventato famoso per i suoi lunghi assoli durante "Crazy Mary", una canzone originariamente scritta da Victoria Williams, che è diventata la preferita dei fan durante i concerti dei Pearl Jam. Questa spesso culmina in un duello chitarra/organo tra Gaspar e il chitarrista Mike McCready. Gaspar ha detto a Keyboard Magazine che la sua più grande sfida nel suonare con la band è stata "imparare cosa sono i Pearl Jam, e imparare i diversi stili di ciascuno dei membri della band. È come tornare a scuola. Ogni sera è diverso e suonare con loro è incredibile. Amo le sfide. Ti rendono un suonatore migliore e le sfide sono il fulcro della musica".

## Discografia
| Anno | Titolo                                                       | Etichetta         | Traccia/e                                      |
| ---- | ------------------------------------------------------------ | ----------------- | ---------------------------------------------- |
| 2002 | Riot Act                                                     | Epic              | Diverse tracce                                 |
| 2003 | 2003 Official Bootlegs (Australia, Japan, and North America) | Epic              | Diverse tracce                                 |
| 2003 | Big Fish: Music from the Motion Picture                      | Sony              | "Man of the Hour"                              |
| 2004 | Hot Stove, Cool Music, Vol. 1                                | Fenway Recordings | "Bu$hleaguer" (live)                           |
| 2004 | Live at Benaroya Hall                                        | BMG               | Diverse tracce                                 |
| 2004 | For the Lady                                                 | Rhino/WEA         | "Better Man" (live)                            |
| 2004 | Rearviewmirror: Greatest Hits 1991-2003                      | Epic              | "I Am Mine", "Save You", and "Man of the Hour" |
| 2005 | 2005 Official Bootlegs (North America and South America)     | Ten Club          | Diverse tracce                                 |
| 2006 | Pearl Jam                                                    | J                 | Diverse tracce                                 |
| 2006 | 2006 Official Bootlegs (North America, Europe and Australia) | Ten Club          | Diverse tracce                                 |
| 2007 | Live at the Gorge 05/06                                      | Rhino/WEA         | Diverse tracce                                 |
| 2007 | Live at Lollapalooza 2007                                    | Autoprodotto      | Diverse tracce                                 |
| 2008 | 2008 United States Official Bootlegs                         | Kufala            | Diverse tracce                                 |
| 2009 | 2009 Official Bootlegs                                       | Autoprodotto      | Diverse tracce                                 |
| 2010 | 2010 Official Bootlegs                                       | Autoprodotto      | Diverse tracce                                 |
| 2013 | Lightning Bolt                                               | Monkey Wrench     | "Sirens", altre                                |

### Discografia dei Po & the 4Fathers
| Anno | Titolo                | Etichetta    | Traccia/e |
| ---- | --------------------- | ------------ | --------- |
| 2012 | Kingdom Come/Do Ya 7" | Monkeywrench | Tutte     |